# 滇紫草
滇紫草（学名：Onosma paniculatum）是紫草科滇紫草属的植物。分布在不丹、锡金以及中国大陆的贵州、云南、四川等地，生长于海拔2,000米至3,200米的地区，一般生于干燥山坡以及松林林缘，目前尚未由人工引种栽培。